# Stara Grzybowszczyzna
Stara Grzybowszczyzna [ˈstara ɡʐɨbɔfʂˈt͡ʂɨzna] est un village polonais de la gmina de Krynki dans le powiat de Sokółka et dans la voïvodie de Podlachie. Il se situe à environ 10 kilomètres au sud-ouest de Krynki, à 26 kilomètres au sud-est de Sokółka et à 37 kilomètres à l'est de Białystok. 
Le village compte approximativement 20 habitants.